# Communauté de communes La Rochefoucauld-Porte du Périgord
Die Communauté de communes La Rochefoucauld-Porte du Périgord (offizielle Schreibweise gemäß Präfekturerlass: Communauté de communes La Rochefoucauld - Porte du Périgord) ist ein französischer Gemeindeverband mit der Rechtsform einer Communauté de communes im Département Charente in der Region Nouvelle-Aquitaine. Sie wurde am 22. November 2016 gegründet und umfasst 27 Gemeinden (Stand: 1. Januar 2019). Der Verwaltungssitz befindet sich im Ort Montbron.

## Historische Entwicklung
Der Gemeindeverband entstand mit Wirkung vom 1. Januar 2017 durch die Fusion der Vorgängerorganisationen
- Communauté de communes Bandiat-Tardoire und
- Communauté de communes Seuil Charente Périgord.[3]

Zum 1. Januar 2019 bildeten die ehemaligen Gemeinden Vilhonneur und Rancogne die Commune nouvelle Mainxe-Gondeville und die ehemaligen Gemeinden La Rochefoucauld und Saint-Projet-Saint-Constant die Commune nouvelle La Rochefoucauld-en-Angoumois. Dadurch verringerte sich die Anzahl der Mitgliedsgemeinden auf 27.

## Mitgliedsgemeinden
| Gemeinde                                                  | Einwohner 1. Januar 2022 | Fläche km² | Dichte Einw./km² | Code INSEE | Postleitzahl |
| --------------------------------------------------------- | ------------------------ | ---------- | ---------------- | ---------- | ------------ |
| Agris                                                     | 875                      | 18,74      | 47               | 16003      | 16110        |
| Bunzac                                                    | 453                      | 13,32      | 34               | 16067      | 16110        |
| Charras                                                   | 346                      | 15,12      | 23               | 16084      | 16380        |
| Chazelles                                                 | 1.550                    | 25,80      | 60               | 16093      | 16380        |
| Coulgens                                                  | 557                      | 11,70      | 48               | 16107      | 16560        |
| Écuras                                                    | 542                      | 24,22      | 22               | 16124      | 16220        |
| Eymouthiers                                               | 325                      | 8,68       | 37               | 16135      | 16220        |
| Feuillade                                                 | 284                      | 21,83      | 13               | 16137      | 16380        |
| Grassac                                                   | 303                      | 28,23      | 11               | 16158      | 16380        |
| La Rochefoucauld-en-Angoumois                             | 4.020                    | 24,15      | 166              | 16281      | 16110        |
| La Rochette                                               | 525                      | 10,99      | 48               | 16282      | 16110        |
| Mainzac                                                   | 123                      | 11,29      | 11               | 16203      | 16380        |
| Marillac-le-Franc                                         | 823                      | 14,49      | 57               | 16209      | 16110        |
| Marthon                                                   | 547                      | 12,82      | 43               | 16211      | 16380        |
| Montbron                                                  | 1.995                    | 43,34      | 46               | 16223      | 16220        |
| Moulins-sur-Tardoire                                      | 804                      | 21,88      | 37               | 16406      | 16220,16110  |
| Orgedeuil                                                 | 208                      | 10,39      | 20               | 16250      | 16220        |
| Pranzac                                                   | 885                      | 15,06      | 59               | 16269      | 16110        |
| Rivières                                                  | 2.023                    | 21,54      | 94               | 16280      | 16110        |
| Rouzède                                                   | 232                      | 14,33      | 16               | 16290      | 16220        |
| Saint-Adjutory                                            | 493                      | 14,04      | 35               | 16293      | 16310        |
| Saint-Germain-de-Montbron                                 | 488                      | 14,91      | 33               | 16323      | 16380        |
| Saint-Sornin                                              | 832                      | 11,27      | 74               | 16353      | 16220        |
| Souffrignac                                               | 149                      | 9,37       | 16               | 16372      | 16380        |
| Taponnat-Fleurignac                                       | 1.530                    | 21,49      | 71               | 16379      | 16110        |
| Vouthon                                                   | 408                      | 10,38      | 39               | 16421      | 16220        |
| Yvrac-et-Malleyrand                                       | 562                      | 18,90      | 30               | 16425      | 16110        |
| Communauté de communes La Rochefoucauld-Porte du Périgord | 21.882                   | 468,28     | 47               | –          | –            |